# 이해학
이해학(1943년 11월 3일~)은 한국기독교장로회 목사이다. 성남주민교회 담임목사를 지냈다. 2013년 8월 23일에 인명진 목사, 김진홍 목사 등 5명과 더불어 1974년 대통령 긴급조치 제1호 위반 혐의로 실형을 선고받은 것에 대해 재심에서 무죄 선고받았다.

## 기타 활동
- 조국통일범민족연합 활동가 (조국통일범민족연합 결성 건으로 1990년 11월 30일 구속됨[2])
- 국가인권위원회 비상임위원
- 6·15공동선언실천 남측위원회 공동대표
- 통일맞이 이사
- 한국기독교교회협의회 정의평화위원회 위원장
- 전국목회자정의평화실천협의회 의장
- 야스쿠니반대공동행동 한국위원회 상임대표
- 자주평화통일민족회의 상임의장
- 친일인명사전편찬위원회 지도위원
- 사단법인 겨레살림공동체 보관됨 2020-11-02 - 웨이백 머신 이사장

## 같이 보기
- 민중신학